# Collioure, rue du Soleil
Collioure, rue du Soleil est un tableau réalisé par le peintre français Henri Matisse en 1905. Cette huile sur toile fauve est un paysage urbain représentant la rue du Soleil à Collioure, dans les Pyrénées-Orientales. L'œuvre est conservée au musée Matisse du Cateau-Cambrésis, dans le Nord, depuis son acquisition en 1996.